# Åsgårdstrand
Åsgårdstrand este o localitate din comuna Horten și Tønsberg, provincia Vestfold, Norvegia, cu o suprafață de 1,67 km² și o populație de 3.110 locuitori (2013).